# Barranc de l'Espona
|  | Per a altres significats, vegeu «Barranc de l'Espona (Puigmaçana)». |

El barranc de l'Espona és un curs d'aigua del terme municipal de Tremp, dins de l'antic terme de Fígols de Tremp. Neix en el terme de Tremp, en territori de Fígols de Tremp, i just en el seu punt final toca l'antic terme de Mur, actualment Castell de Mur. En aquell punt, s'ajunta a lo Barranquill, i entre tots dos formen el barranc de Fórnols. El seu punt de formació és el vessant oriental de lo Puiol, al sud de Montllobar, a l'extrem septentrional del Serrat del Pui, a 1.087 m. alt. Des d'aquell lloc davalla cap al sud-est, rebent l'afluència de tot de barrancs de les carenes que conformen el circ muntanyós on es forma, delimitat pels serrats i muntanyes esmentats, amb el redòs al nord-oest de la Serra de Montllobar i a llevant pel Serrat del Masenc. Finalment, a 695 m. alt., rep per la dreta el barranc anomenat lo Barranquill, trobada de la qual sorgeix el barranc de Fórnols.